# Kćeri Bilitis
Kćeri Bilitis /bɪlitɪs/, koji se nazivaju DOB ili kćeri, bila je prva lezbijska organizacija za građanska i politička prava u SAD-u. Organizacija, osnovana u San Franciscu 1955. godine, zamišljena je kao društvena alternativa lezbijskim barovima koji su bili izloženi racijama i policijskom uznemiravanju. Kako je DOB stjecao članove, fokus im se preusmjerio na pružanje podrške ženama koje su se bojale izaći iz ormara. DOB ih je educirao o njihovim pravima i o povijesti homoseksualnosti. Povjesničarka Lillian Faderman izjavila je: "Sama njegova uspostava usred lova na vještice i policijskog uznemiravanja bila je čin hrabrosti, jer su se članovi uvijek morali bojati da će biti napadnuti, ne zbog onoga što su učinili, već samo zbog toga što su bili.":str. 190.-191. Kćeri Bilitisa izdržale su 14 godina, postajući obrazovni izvor za lezbijke, homoseksualce, istraživače i stručnjake za mentalno zdravlje.

## Pozadina
Nakon Drugog svjetskog rata, antikomunistički osjećaji brzo su se povezali s osobnim tajnama ljudi koji su radili za američku vladu. Kongres je počeo zahtijevati registraciju članova "subverzivnih skupina".:str. 57. Godine 1950., State Department je proglasio homoseksualce sigurnosnim rizicima (zbog ranjivosti na ucjene), a uslijedilo je niz represivnih djela koja su uključivala otpuštanje federalnih, državnih i lokalnih vlasti za koje se sumnja da su homoseksualni; političìki motivirane policijske racije na gay barove diljem SAD-a i Kanade; čak i donošenje zakona koji zabranjuju presvlačenje (cross dressing) muškaraca i žena.:str. 58.-60.:str. 410.-411.

## Povijest
Godine 1955., djevojke Del Martin i Phyllis Lyon bili su zajedno kao ljubavni par tri godine kad su se požalili homoseksualnom muškom paru da ne poznaju nijednu lezbijku. Gay par upoznao je Martina i Lyona s drugim lezbijskim parom, od kojih je jedna predložila da stvore društveni klub.:str. 50. U listopadu 1955. godine osam žena - četiri para - sastalo se u San Franciscu kako bi jedna drugoj pružile društveni život. Jedan od prioriteta bio im je mjesto za ples, jer je ples s istim spolom na javnom mjestu bio ilegalan. Martin i Lyon prisjetili su se kasnije: "Ženama je bila potrebna privatnost ... ne samo od budnog oka policije, već i iz zjapećih turista u barovima te iz znatiželjnih roditelja i obitelji.":str. 77. Iako nisu bili sigurni što točno raditi s grupom, počeli su se redovito sastajati, shvatili su da ih treba organizirati i brzo su izabrali Martina za predsjednika. Od početka su se jasno fokusirale na to da druge žene educiraju o lezbijkama i smanje njihovo gnušanje prema sebi.

### Imenovanje
Ime novootkrivenog kluba izabrano je na njegovom drugom sastanku. Bilitis je lik iz djela Pjesme Bilitis iz 1894. godine francuskog pjesnika Pierrea Louÿa. U tom djelu, Bilitis je živjela na otoku Lezbos uz Sappho. Ime je odabrano zbog svoje nejasnoće; čak ni Martin i Lyon nisu znali što to znači.:str. 2 "Kćeri" su trebale pobuditi povezanost s drugim američkim društvenim udruženjima kao što su Kćeri američke revolucije. Rani članovi DOB-a smatrali su da moraju slijediti dva oprečna pristupa: pokušaj zapošljavanja zainteresiranih potencijalnih članova i tajnost. Martin i Lyon opravdali su ime, napisavši kasnije, "Kad bi nas netko pitao, uvijek bismo mogli reći da pripadamo pjesničkom klubu.":str. 78. Također su dizajnirali pribadaču za nošenje kako bi se mogli poistovjetiti s drugima, odabrali su klupske boje i glasali za krilaticu "Qui vive", a francuski za "na oprezu". Organizacija je podnijela povelju o statusu neprofitne organizacije 1957. godine, napisavši tako nejasan opis, sjećala se Phyllis Lyon, "to bi mogla biti povelja za klub uzgajivača mačaka".:str. 52

### Misija
U roku od godine dana od stvaranja, većina od prvotnih osam sudionika više nije bilo dio skupine, ali njihov je broj narastao na 16 i odlučili su da žele biti više nego samo društvena alternativa barovima. Povjesničarka Marcia Gallo piše "Prepoznale su da mnoge žene osjećaju sram zbog svojih seksualnih želja i bojale su se da ih priznaju. Znali su da ... bez podrške za razvijanje samopouzdanja potrebnog za zagovaranje nečijih prava, lezbijkama neće biti moguće nikakve društvene promjene.":str. 17
Do 1959. postojala su podružnice DOB-a u New Yorku, Los Angelesu, Chicagu i Rhode Islandu, zajedno s izvornom podružnicom u San Franciscu. Po dolasku na sastanak, prisutne bi dočekali na vratima. U gesti dobre vjere, pozdravljač bi rekao: "Ja sam ---. Tko si ti? Ne morate mi dati svoje pravo ime i prezime, čak ni svoje pravo ime.":str 149.
Ubrzo nakon formiranja, DOB je napisao izjavu o misiji koja se bavila najznačajnijim problemom s kojim su se Martin i Lyon suočili u paru: potpunim nedostatkom informacija o ženskoj homoseksualnosti u onome što je povjesničar Martin Meeker nazvao "najtemeljnijim putovanjem lezbijke.":str. 79. Kad je klub shvatio da ne smiju oglašavati svoje sastanke u lokalnim novinama, Lyon i Martin, koji su oboje imali novinarsko iskustvo, počeli su tiskati bilten koji će distribuirati onoliko žena koliko je grupa znala. U listopadu 1956. godine nastao je The Ladder, prva nacionalno distribuirana lezbijska publikacija u SAD-u i jedna od prvih koja je objavila statistiku o lezbijkama, kada su ankete slale svojim čitateljima 1958. i 1964. godine. Martin je bila prvi predsjednik, a Lyon je postala urednik časopisa.
DOB se reklamirao kao "Ženska organizacija u svrhu promicanja integracije homoseksualaca u društvo".:str. 426. Izjava je bila sastavljena od četiri dijela koja su dala prioritet svrsi organizacije, a tiskana je na unutarnjoj strani naslovnice svakog broja Ljestvi do 1970:
1. Obrazovanje različitih ... kako bi im se omogućilo da razumijubsebe i prilagodi se društvu ... to se postiže uspostavljanjem ... knjižnice ... na temu seksualno devijantne teme; sponzoriranjem javnih rasprava ... koje će voditi vodeći članovi pravne psihijatrijske, vjerske i drugih profesija; zagovarajući način ponašanja i odijevanja prihvatljiv za društvo.
2. Obrazovanje javnosti ... što dovodi do konačnog sloma pogrešnih tabua i predrasuda. . .
3. Sudjelovanje u istraživačkim projektima uredno ovlaštenih i odgovornih psihologa, sociologa i drugih takvih stručnjaka usmjerenih na daljnje poznavanje homoseksualca.
4. Istraga kaznenog zakona koji se odnosi na homoseksualca, prijedlog promjena ... i promicanje tih promjena kroz zakonski postupak u državnim zakonodavstvima.[4]:str. 426.

Predsjednica njujorške podružnice Barbara Gittings primijetila je da je riječ "variant" korištena umjesto "lezbijka" u izjavi o misiji, jer je "lezbijka" bila riječ koja je imala vrlo negativnu konotaciju 1956. godine.:str. 3.

### Metode
Rani pokret za prava homoseksualaca, koji se tada zvao Homofilski pokret, bio je usredotočen oko Društva Mattachine, osnovanog 1950. Iako je Društvo Mattachine započelo kao provokativna organizacija s korijenima u komunističkom aktivizmu svojih osnivača, vodstvo Mattachinea smatralo je da je razboritije i produktivnije uvjeriti heteroseksualno društvo u cjelini da se homoseksualci ne razlikuju od njih samih, nego da agitiraju za promjenama. Promijenili su taktiku 1953.:str. 63.-64. Kćeri Bilitis slijedile su ovaj model potičući njegove članove da se što više asimiliraju u prevladavajuću heteroseksualnu kulturu.
To se odrazilo na tekuću raspravu o ispravnosti butch i femme odijevanja i igranja uloga među njezinim članovima. Već 1955. godine postavljeno je pravilo da žene koje su prisustvovale sastancima, ako nose hlače, trebaju nositi ženske hlače. Međutim, mnoge se žene sjećaju da je to pravilo koje se nije pratilo jer su polaznici mnogih sastanaka nosili traperice, a jedine traperice dostupne u 1950-ima bile su muške.:str. 24. Barbara Gittings prisjetila se godina kasnije slučaja kada su, pripremajući se za nacionalnu konvenciju, članovi DOB-a nagovarali ženu koja je cijeli život nosila mušku odjeću "da se ogrne na što 'ženskiji' način. . Svi su se tome obradovali kao da je ostvarena neka velika pobjeda. . Danas bismo bili užasnuti svakim tko je smatrao da je takva vrsta evangelizacije imala legitimnu svrhu.":str. 429.
Kćeri Bilitis korištene su kao političko topovsko meso u utrci za gradonačelnika 1959. u San Franciscu. Russell Wolden, izazivajući tadašnjeg Georgea Christophera, distribuirao je informacije implicirajući da Christopher čini grad sigurnim za "seksualne devijante". Wolden je bio odgovoran za materijale koji su glasili: "Vi roditelji kćeri – nemojte samozadovoljno sjediti osjećajući da je, samo zato što u vašoj obitelji nema dječaka, sve u redu. . Da biste vas prosvijetlili u vezi s postojanjem lezbijske organizacije sastavljene od homoseksualnih žena, upoznajte se s imenom Kćeri Bilitisa.":str 149. Postojale su samo dvije kopije popisa pretplata na Ljestve, s ciljem da se obeshrabri dolazak popisa u ruke bilo koga tko bi ga mogao upotrijebiti protiv pretplatnika. Čelnici DOB-a premjestili su popis iz sjedišta i kasnije saznali da je policija San Francisca pretražila ured nakon toga.:str 150. Čak je i FBI bio dovoljno znatiželjan da prisustvuje sastancima kako bi izvijestio 1959. "Svrha DOB-a je educirati javnost da prihvati lezbijke u društvo.":str 149.

#### Nacionalne konvencije
Godine 1960. DOB je održao svoj prvi kongres u San Franciscu; bio je toliko uspješan da su ga održavali svake dvije godine do 1968. godine. Priopćenja za tisak u kojima je najavljena konvencija poslana su lokalnom radiju i novinama, što je San Francisco Chronicle navelo da usmjeri udarac na Russell Wolden i objavi konvenciju kad je Herb Caen napisao: "Russ Wolden, ako nitko drugi, bit će zainteresiran da sazna da će Kćeri Bilitis održati ovdje svoj nacionalni skup 27. i 30. svibnja. Oni su ženske kolege iz društva Mattachine - a jedan od glavnih dijelova konvencije bit će obraćanje Attyja. Morris Lowenthal naslovio je: 'Gay bar na sudovima.' O brate. Mislim na sestru. Kad malo bolje razmislim, ne znam na što mislim..." Izraz je ponovljen u ožujku u izdanju Ljestve.
Dvjesto žena prisustvovalo je konferenciji, kao i policija San Francisca, koja je došla provjeriti nosi li netko od članova DOB-a mušku odjeću. Del Martin ih je doveo unutra da vidi sve žene koje nose haljine, čarape i štikle.:str. 62.-63. Prisutni su slušali govornike, uključujući raspravu između dva odvjetnika o zakonitosti i moralu homoseksualnih barova, izlaganje Američke unije za građanske slobode i episkopskog svećenika koji je "služio prokletstvo desertom", dok je nastavio. "tirada" koja podsjeća publiku da su bili grešnici, a koju su pristojno slušali.:str. 63.-65. DOB je također dodijelio nagrade muškarcima koji su im bili saveznici, a koje su nazivali "Sinovi Bilitisa", ili SOB-ovima, uključujući njihovog odvjetnika, fotografa i članove društva Mattachine koji su im pomagali u konvenciji.
Nacionalna konvencija održana 1962. godine također je bila zapažena, ovog puta zato što je popraćena na televiziji. Emisija Povjerljiva datoteka na stanici KTTV pokrivala je konvenciju DOB-a iz 1962. godine i emitirana nakon što je povjerljiva datoteka postala nacionalna sindicirana; ovo je vjerojatno bilo prvo američko nacionalno emitiranje koje je posebno pokrivalo lezbijstvo.

### Promjena smjera
Godine 1960. pojavila su se pisma čitatelja u Ljestvama koja su izražavala ogorčenje s naglaskom na konformizam u DOB-u.:str. 55. Sedamdesetih su Del Martin i Phyllis Lyon odražavali da su prema suvremenim standardima rani ideali DOB-a za integraciju i prilagodbu lezbijke u društvo zastarjeli, ali sjećali su se da su 1950-ih i ranih 1960-ih mnogi homoseksualci i lezbijke smatrali da su ideali nedostižni, a ovaj pristup radikalan.:str. 83. DOB nikada nije imao broj članova usporediv s brojem Mattachine Society. Iako su neki možda ideale DOB-a smatrali nerealnima, neki su ih smatrali i previše blagima.
Godine 1961. najveća racija na gay bar u San Franciscu rezultirala je uhićenjem 100 ljudi, a policija je prisilila žene uhićene u drugom prepadu u Chicagu da se skinu kako bi dokazale da ne nose muško donje rublje, dovodeći poziv u Ljestve da budu aktivnije. "Ako se ikad nadamo da ćemo dobiti našu bitku, moramo se boriti. Prvo se otkopčajte od straha, jer je on jedini naš sveprisutni neprijatelj ", pročitajte u izvješću.
Međutim, 1962. godine na drugoj konvenciji Kćeri, nacionalni predsjednik Jaye Bell ponovno je zagovarao pragmatičan pristup integracije i strpljenja s usporenim sustavom kaznenog pravosuđa. Godine 1963. dogodile su se dvije stvari koje su promijenile tijek organizacije. Skupina je upala u probleme kada je anonimni donator koji je odbio dati svoje ime, poznat samo DOB-u kao "Pennsylvania", počeo donirati DOB-u velike svote novca: 100 000 američkih dolara tijekom pet godina. "Pennsylvania" je poslala čekove od 3.000 američkih dolara različitim članovima DOB-a, koji su ih pak predali organizaciji.:str. 83. Uredništvo Ljestava promijenilo se iz Del Martina u Barbaru Gittings.
Budući da su Ljestve bile primarna metoda komunikacije od vodstva DOB-a do njegovih pojedinačnih podružnica, položaj urednika bio je izuzetno utjecajan u grupi. Gittings je napravio značajne promjene u časopisu, stavljajući naglasak na to da bude vidljiviji. Jedan od prioriteta Gittings-a bilo je usklađivanje DOB-a s homofilskim organizacijama Istočne obale (ECHO), koalicijom drugih društvenih i političkih klubova za homoseksualce i lezbijke. ECHO je osnovan u siječnju 1962. godine, sa svojim članstvom u formi, uključujući njujoršku podružnicu DOB-a, podružnice Mattachine Society-a u New Yorku i Washingtonu, te Janusovo društvo. ECHO je trebao olakšati suradnju između homofilskih organizacija i vanjskih uprava.
Dokazi o nestrpljivoj publici sa psihijatrima koji su im govorili da su mentalno bolesni prikazani su 1964. godine kada je na konvenciji ECHO-a istaknuti govornik po imenu dr. Albert Ellis izjavio da je "ekskluzivni homoseksualac psihopat" na koju netko iz publike odgovorio: "Svaki homoseksualac koji bi došao k vama na liječenje, dr. Ellis, morao bi biti psihopat!" komentar koji je naišao na pljesak.
Godine 1964. Martin i Lyon počeli su kontrolirati manje organizacije, govoreći: "Smatrali smo da, ako organizacija uopće ima valjanost, ne može se temeljiti na dvoje ljudi, mora biti sposobna samostalno stajati i rasti. I nikad to neće učiniti ako se ne odselimo.":str. 53 Martin i Lyon pridružili su se novoosnovanom Vijeću za religiju i homoseksualce (CRH) kako bi razvili dijalog između organizirane religije i homoseksualaca i lezbijki. Pozvali su DOB da se pridruži i organizaciji, ali prethodno pravilo koje mu je onemogućavalo pridruživanje odvojenim organizacijama (uspostavljeno prvenstveno kako bi se osiguralo da se neće pridružiti organizacijama koje simpatiziraju komunističke ciljeve) spriječilo ga je u tome. Međutim, DOB je ponekad surađivao s CRH-om. Najvažnije je da je uoči 1. siječnja 1965. nekoliko homofilskih organizacija u San Franciscu u Kaliforniji, uključujući DOB, CRH, Društvo za pojedinačna prava i Mattachine Society, održalo bal za prikupljanje sredstava za međusobnu pomoć u California Hallu u ulici Polk. Policija San Francisca dogovorila se da se neće miješati; međutim, na balu navečer policija se pojavila i opkolila kalifornijsku dvoranu te usmjerila brojna jaka svjetla na ulaz u dvoranu. Kad se svaka od 600 osoba koje su ulazile u dvoranu približila ulazu, policija je fotografirala. Brojni policijski kombiji bili su parkirani naočigled, blizu ulaza na bal. Evander Smith, odvjetnik skupina koje su organizirale bal, uključujući DOB, i Herb Donaldson pokušali su spriječiti policiju u provođenju četvrte "inspekcije" večeri; obojica su uhićeni zajedno s dvojicom heteroseksualnih odvjetnika, Elliottom Leightonom i Nancy May, koji su podržavali prava sudionika da se okupe na balu. No, dvadeset i pet najistaknutijih odvjetnika u San Franciscu pridružilo se obrambenom timu za četvoricu odvjetnika, a sudac je naložio poroti da četvoricu proglasi nevinima prije nego što je obrana uopće imala priliku započeti njihovu argumentaciju kad je slučaj došao do sud. Neki su povjesničari taj događaj nazvali "pStonewall"; sudjelovanje takvih istaknutih parničnika u obrani Smitha, Donaldsona i druge dvojice odvjetnika označilo je prekretnicu u pravima homoseksualaca na zapadnoj obali SAD-a.
Na homofilski pokret utjecali su uspješni aktivizam pokreta za građanska prava (možda djelomično jer je 1964. Cleo Bonner, Afroamerikanka, izabrana za nacionalnu predsjednicu DOB-a) i viši članovi DOB-a, poput Barbare Gittings, Del Martin i Phyllis Lyon započeli su protestno stajanje pored Bijele kuće, State Departments i drugih saveznih zgrada 1965. i 1966. godine s članovima Mattachine Society. Gittings, kao urednik Ljestvi, ohrabrio je i druge da učine isto, a njihov aktivizam postao je kontroverzan u vodstvu DOB-a. Gittings je također vodila redovitu kolumnu u Ljestve koju je nazvala "Živom propagandom" potičući žene da izađu svojim prijateljima i članovima obitelji. Često je uključivao i doprinose Franka Kamenyja koji je poticao na političku akciju. Neki su čitatelji pozitivno reagirali na Kamenyja, koji je u govoru homoseksualce proglasio normalnima kao i heteroseksualce; neke je zastrašio politički ton, a neke je razljutio Kameny, kao čovjek, predlažući im što bi trebali učiniti. Čelnici DOB-a nisu voljeli Kameny i odluke koje je Gittings donosila za časopis, a nju su pustili kao urednicu 1966.:str. 131.-132.

### Uspon feminizma
Del Martin je napisao da su Kćeri Bilitis od početka bila feministička organizacija, usredotočujući se na probleme žena kao i na probleme ženskih homoseksualaca; međutim, sredinom 1960-ih feminizam je postao puno veći prioritet mnogim ženama u organizaciji. Godine 1966. Del Martin i Phyllis Lyon pridružili su se Nacionalnoj ženskoj organizaciji i pozvali čitatelje Ljestvi da učine isto, čak i prijavljujući da su dobili obiteljski popust.:str. 59 Povjesničar Martin Meeker ukazuje na konvenciju DOB-a iz 1966. godine koja je bila desetodnevno povezivanje DOB-a sa Sjevernoameričkom konferencijom homofilskih organizacija (NACHO) kao prekretnicu u kojoj su ženska pitanja u DOB-u počela imati veću važnost za svoje članice nego homoseksualna pitanja.:str. 228.-229. Bila je to najveća konvencija koju je DOB do sada organizirao, objavljena u masovnim medijima diljem San Francisca, kojoj je prisustvovao veliki broj nacionalno poznatih govornika, a mnoga su se izlaganja fokusirala na teme koje su bile isključivo usmjerene na muškarce.
Esej predsjednice DOB-a Shirley Willer iz studenoga 1966. ukazao je na razlike u problemima s kojima se susreću homoseksualci i lezbijke: homoseksualci su se više bavili policijskim uznemiravanjem, zarobljavanjem (entrapment), solicitacijom, seksom na javnim mjestima, a donedavno je malo žena uhićivano zbog odijevanja u suprotni spol. Willer je istaknuo da su problemi specifični za lezbijke sigurnost i napredovanje u poslu, te obiteljski odnosi, skrbništvo nad djecom i posjećivanje. Osjećajući da se homofilskim organizacijama ne bave njihovim problemima, mnogi su članovi DOB-a počeli govoriti da lezbijke imaju više zajedničkog s heteroseksualnim ženama nego s muškarcima.
DOB su također bili pogođeni promjenama u društvu. Mlađi članovi nisu imali iste brige kao i stariji članovi; više su bili okrenuti revolucionarnoj taktici. Problemi u organizaciji nacionalnog upravnog odbora postajali su sve gori kada lokalne podružnice nisu mogle poduzimati akcije po njima važnim pitanjima bez odobrenja nacionalnog odbora. Članovi su se razočarali i napustili organizaciju, a mlađe lezbijke radije su se pridruživali feminističkim organizacijama. U vrijeme održavanja konvencije 1968. u Denveru, prisustvovalo je manje od dvasedetak žena.:str. 142.

### Kontroverza u vezi s transrodnim članovima
Beth Elliott, transrodna žena, bila je potpredsjednica podružnice DOB-a u San Franciscu od 1971. do 1972. godine, a za to je vrijeme bila urednica biltena ove podružnice Sestri.  Kad se prvi put pridružila 1971. godine, o njezinu se pravu na članstvo žustro raspravljalo zbog spola koji joj je dodijeljen pri rođenju. Ipak, prihvaćena je i bila.je na funkciji do kraja 1972., kada su optužbe za seksualno uznemiravanje bivše prijateljice, lezbijske separatistkinje i anti-trans feminističke aktivistice Bev Jo Von Dohre dovele do glasovanja u kojem je rezultat bio 35:28 protiv uključivanja Elliotta ili bilo koje trans žene u DOB. Kad je Del Martin najavio rezultat glasovanja 35:28, redakcija biltena Sisters napustila je skupinu, ostavljajući grupu zbog odluke.

### Kontroverzni kraj
Uređivanje Ljestvi bio je uistinu posao s punim radnim vremenom. Dugogodišnja članica DOB-a Helen Sandoz, koja je preuzela uređivanje nakon privremenog razdoblja nakon odlaska Barbare Gittings, bila je toliko opterećena odgovornostima da je to utjecalo na njezinu vezu.:str. 145. Posao je preuzela Barbari Grier 1968. godine, koja je pridonosila magazinu kao recenzent knjiga i autorice poezijr. Grier je uređivala časopis iz Kansas Cityja i bila je relativno nova u radu DOB-a, unatoč tome što je doprinosila časopisu od 1957. godine.
Grier je imala velike planove za Ljestve. Uklonila je "Lezbijsku recenziju" s naslovnice, koju je tamo 1964. godine stavio Gittings, kako bi privukla više čitateljica. Udvostručila je veličinu časopisa, proširivši svaki odjeljak i velik dio prostora u časopisu posvetila feminističkim idealima. Izvijestila je o prvoj podružnici DOB-a u Australiji 1969. godine i pokušajima formiranja podružnice na Novom Zelandu i Skandinaviji. Godine 1970., uvjerena da se DOB raspada i Ljestve se moraju spasiti, Barbara Grier je surađivala s predsjednicom DOB-a Ritom LaPorte kako bi odvela popis pretplatnika iz sjedišta DOB-a u San Franciscu u Reno i dodatno proširila časopis. 
Postojala su samo dva primjerka popisa pretplatnika. Unatoč uvjeravanjima uredništva Ljestvi da će ta imena biti povjerljiva, Rita LaPorte uzela je popis od 3800 imena iz sjedišta DOB-a i tiskara, ne rekavši nikome osim Grier. Kad su Del Martin i Phyllis Lyon otkrili da je popis nestao. pretpostavili su da su ga policija ili FBI uzeli. Prethodni urednici Martin, Lyon, Gittings i Sandoz taj su čin smatrali krađom. Grier je prekinula veze s vodstvom DOB-a i time oduzela primarni način komunikacije nacionalne organizacije DOB s podružnicama. Kao nacionalna organizacija, Kćeri Bilitisa prestale su s aktivnostima 1970. godine, iako su se neke lokalne podružnice nastavila sve do 1995. Kada su redovite uplate iz središta organizacije prestale stizati, Ljestve su prestale izlaziti, unatoč planovima Grier da časopis sadrži reklame (nešto što Ljestve ranije nisu imale) i pretplatama. Do 1972. godine, za Ljestve je ponestalo sredstava i ugasile su se.
Deseci drugih lezbijskih i feminističkih organizacija stvoreni su nakon kćeri Bilitis.:poglavlja 8. i 10.  Međutim, utjecaj 14-godišnjeg rada DOB-a na živote žena opisao je povjesničar Martin Meeker: "DOB je uspio povezati stotine lezbijki diljem zemlje i okupiti ih u izrazito modernu komunikacijsku mrežu koji je posredovan putem tiska i, shodno tome, mašte, a ne vida, zvuka, mirisa i dodira".:str. 114.

## Organizacijski arhivi
Kompletna sačuvana organizacijska evidencija nacionalnog ureda i podružnica kćeri Bilitisa iz San Francisca dostupna je istraživačima kao dio radova Phyllis Lyon i Del Martin u Povijesnom društvu GLBT, neprofitnoj arhivi i istraživačkom centru u San Franciscu. Internetsko pomagalo za pronalaženje pruža detaljan katalog zbirke.
U Arhivima lezbijske povijesti nalazi se zbirka Red Dot, koja se sastoji od knjižnice njujorške podružnice DOB.
U bostonskoj arhivi The History Project nalazi se zbirka Boston Daughters of Bilitis, koja sadrži organizacijske zapise Bostonske podružnice, kao i zapise o objavljivanju časopisa Boston DOB Maiden Voyage, kasnije preimenovanog u Focus.

## Daljnje čitanje
- Martin, Del i Phyllis Lyon. Lezbijka / Žena, 1972.ISBN 0-912078-91-X
- Simpson, Ruth.  Arhivirana inačica izvorne stranice od 10. veljače 2009. (Wayback Machine) Od ormara do sudova .  Arhivirana inačica izvorne stranice od 10. veljače 2009. (Wayback Machine) Washington, DC: Take Root Media, 2007 (monografija).  Arhivirana inačica izvorne stranice od 10. veljače 2009. (Wayback Machine) ISBN 978-0-9800590-0-7

Arhivski izvori
- Kćeri Bilitisa, Boston Chapter Records, 1974–1986 (1 linearno stopalo) smještene su u knjižnici Schlesinger, Radcliffe College
- Kćeri Bilitisovih radova, 1960.-1965. (0,25 linearnih stopa) smještene su u knjižnicama Sveučilišta Minnesota .
- Barbara Gittings i Kay Tobin Lahusen gej radovi i fotografije iz povijesti homoseksualaca, 1855. - 2009. (skupno 1963. - 2007.) (79 linearnih stopa) smješteni su u New York Public Library. Sadrži značajne količine materijala stvorenog ili akumuliranog tijekom sudjelovanja stvaralaca u Kćerima Bilitisa.

## Vanjske poveznice
- The Songs of Bilitis
- On Important Pre-Stonewall Activists(broken)
- The Gay, Lesbian, Bisexual, Transgender Historical Society
- Boyd, Nan Alamilla. Wide Open Town: A History of Queer San Francisco to 1965,  University of California Press, 2003.  Arhivirana inačica izvorne stranice od 11. listopada 2008. (Wayback Machine)
- Bullough, Vern L. Before Stonewall:  Activists for Gay and Lesbian Rights in Historical Context. Harrington Park Press, 2002.
- D'Emilio, John. Sexual Politics, Sexual Communities, University of Chicago Press, 1983.
- Stein, Marc. City of Sisterly and Brotherly Loves: Lesbian and Gay Philadelphia, 1945-1972, Chicago: University of Chicago Press, 2000; reprinted by Temple University Press, 2004.
- LGTBQ Places in Los Angeles: Daughters of Bilitis, Los Angeles Conservancy.